# Saola
Saola eller Vu Quang oksen (Pseudoryx nghetinhensis) er et af verdens mest sjældne pattedyr. Saolaerne lever i skovområder, og findes formentlig kun i Vietnam (Vu Quang Nature Reserve) samt i Laos, nær grænsen mellem de to lande. Dyret, der måler ca. 85 cm ved skulderen og vejer omkring 90 kg har mørkebrun pels og hvide områder over fødderne. Den lever i de tætte monsunskovsområder af blade fra forskellige træarter, og den er konstateret i områder der strækker sig fra 300-1800 meters højde. Der er kun ganske få eksemplarer, og indtil dato kendes kun en bestand på 11 eksemplarer.
Saolaen har været kendt af lokalbefolkningen i de områder, hvor den befinder sig, men den er ikke beskrevet i en biologisk eller videnskabelig sammenhæng før i 1992, da en forskergruppe, der opholdt sig i Vu Quang-området, tilfældigvis faldt over nogle markante horn, som mindene om hjortehorn. Den lokale befolkningsgruppe Hmong kalder dyret saht-supahp (det venlige og kultiverede dyr), som henfører til dets relativt anonyme og stille bevægelser gennem skovområderne.
Vu Quang oksen som den først blev kaldt (efter findestedet i Vu Quang Nature Reserve) vakte ikke uventet enorm interesse, da det hidtil seneste fund af en ny dyreart går helt tilbage til 1936.
Der er efterfølgende foretaget genetiske analyse af genetisk materiale fra Saolaen, men de afdækker blot at der er tale om en ny dyreart, som på en aller anden måde ligger "mellem" ko, antilope og ged.
- Wikimedia Commons har flere filer relateret til Saola

| Dyr | Spire Denne artikel om dyr er en spire som bør udbygges. Du er velkommen til at hjælpe Wikipedia ved at udvide den. |